# 埃斯曼河 (傑斯納河支流)
埃斯曼河（烏克蘭語：Есмань），是烏克蘭東北部蘇梅州境內的河流，屬於傑斯納河的左支流，發源自澤姆良卡東北面，河口處在波霍里利夫卡以北，河道全長50公里，流域面積1,250平方公里。